# Parafia św. Małgorzaty w Reńskiej Wsi
Parafia świętej Małgorzaty w Reńskiej Wsi – parafia rzymskokatolicka, znajdująca się w diecezji opolskiej, w dekanacie Skoroszyce.